# O Terrón (Orense)
O Terrón es una entidad de población situada en la parroquia de Oimbra, del municipio español de Oimbra, en la provincia de Orense, Galicia.

## Demografía
| Gráfica de evolución demográfica de O Terrón entre 2011 y 2023 |
|                                                                |
| Datos según el nomenclátor publicado por el INE.               |